# Gweek
Gweek är en ort och civil parish i Storbritannien.   Den ligger i grevskapet Cornwall och riksdelen England, i den södra delen av landet, 400 km väster om huvudstaden London. Gweek ligger 4 meter över havet och antalet invånare är 581.
Terrängen runt Gweek är huvudsakligen platt. Gweek ligger nere i en dal. Runt Gweek är det ganska tätbefolkat, med 199 invånare per kvadratkilometer. Närmaste större samhälle är Helston, 4,6 km väster om Gweek. Trakten runt Gweek består i huvudsak av gräsmarker.